# Lucio Abis
Lucio Abis (né à Oristano le 24 février 1926 et mort dans la même ville le 20 décembre 2014) est un homme politique italien affilié aux  démocrates-chrétiens .

## Biographie
Lucio Abis est né le 24 février 1926 à Oristano. Il devient  enseignant, puis s'adonne à la politique,,.
En 1950 il rejoint la Démocratie chrétienne. En 1952, il est élu conseiller municipal de Villaurbana, dont il devient maire de 1956 à 1963 . Il est conseiller régional de Sardaigne de 1957 à 1972, évaluateur du travail et de l'éducation de 1963 à 1967 et évaluateur de la Renaissance de 1967 à 1969. Il est président de la région Sardaigne de février à novembre 1970, De 1971 à 1972, il exerce  les fonctions d'assesseur (agriculture et forêts). Sénateur de la République pendant six législatures, d'avril 1972 à mars 1994, il a été élu dans la circonscription d'Oristano.
Lucio Abis a été sous-secrétaire au Trésor ( premier et deuxième gouvernement Moro, troisième gouvernement Andreotti ), sous-secrétaire au Budget et à la Planification économique ( quatrième et cinquième gouvernement Andreotti, premier et deuxième gouvernement Cossiga, gouvernement Forlani ), comme ministre de la coordination des activités communautaires. politiques ( premier et deuxième gouvernement Spadolini ), et en tant que ministre des relations avec le Parlement ( cinquième gouvernement Fanfani ) . Il a été président de la Commission parlementaire du budget et du trésor du Sénat lors de la XIe législature (1992-1994).
Lucio Abis est décédé le 20 décembre 2014 à l'âge de 88 ans,.

## Hommage
Oristano, sa ville natale, lui a rendu hommage en lui dédiant  une place publique, la Piazza Lucio Abis,  en raison  de son rôle dans la création de la province d'Oristano en 1974.